# Mosze Czerniak
Mosze Czerniak, hebr. משה צ'רניאק (ur. 3 lutego 1910 w Warszawie, zm. 31 sierpnia 1984 w Tel Awiwie) – izraelski szachista pochodzenia polskiego, mistrz międzynarodowy od 1952 roku.

## Życiorys
W roku 1930 wystąpił w turnieju rozegranym w Warszawie, zajmując IX miejsce. Cztery lata później wyemigrował do Palestyny. W latach 1936―1938 dwukrotnie zdobył mistrzostwo tego kraju. Dwa razy (1935, 1939 - na I szachownicy) reprezentował barwy Palestyny w szachowych olimpiadach. Po zakończeniu olimpiady w Buenos Aires (1939) z powodu wybuchu II wojny światowej pozostał w Argentynie. Do Izraela powrócił w roku 1950. W kolejnych latach (1952–1974) dziewięciokrotnie startował w olimpiadach, w tym trzykrotnie na I szachownicy. Łącznie rozegrał 156 olimpijskich partii, w których zdobył 81 pkt.
Wystąpił w wielu międzynarodowych turniejach, największe sukcesy odnosząc w Kilmes (1941 - I m.), Buenos Aires (1941 - II m., 1944 - I m., 1948 - I m.), Rosario (1943 - II m.), Wiedniu (1951 - I m.), Reggio Emilii (1951 - I m.), Beverwijk (1958 - II m.), Netanji (1961 - I-III m., 1965 - I m., 1968 - II-III m.), Amsterdamie (1962, turniej IBM - I-II m.) oraz Polanicy-Zdroju (1963 - II m., memoriał Akiby Rubinsteina). Dwukrotnie (1955, 1974) zdobył złote medale w mistrzostwach Izraela.
Według retrospektywnego systemu Chessmetrics, najwyżej sklasyfikowany był w kwietniu 1950 r., zajmował wówczas 46. miejsce na świecie.
W latach 40. zajął się szachowym dziennikarstwem. W roku 1942 redagował czasopismo Estrategia, pomiędzy 1946 a 1949 - Revista Metropolitana, natomiast w latach 1956–1959 był naczelnym redaktorem miesięcznika 64 Squares. Napisał kilka książek o tematyce szachowej, m.in. monografię obrony francuskiej (La defensa francesa, Buenos Aires 1943), zbiór partii Michaiła Botwinnika (Partidas selectas de Botwinnik, Buenos Aires 1946) oraz na temat gry końcowej (El final, Buenos Aires 1941).